# Proclama reale del 1763

Una porzione dei possedimenti britannici in Nord America. La linea del proclama è il confine tra le zone rosse e rosa.

Il proclama reale del 1763 venne emanato il 7 ottobre 1763 da re Giorgio III d'Inghilterra a seguito dell'acquisizione da parte del Regno di Gran Bretagna dei territori francesi in Nord America al termine della guerra franco-indiana e della guerra dei sette anni.
Lo scopo del proclama era di riorganizzare i possedimenti britannici in Nord America e normalizzare le relazioni con i nativi americani regolamentando il commercio, l'acquisto delle terre e la politica degli insediamenti sulla frontiera occidentale.

## Contesto
Il Trattato di Parigi del 1763 poneva fine alla partecipazione della Gran Bretagna alla guerra dei sette anni e prevedeva la cessione di ampie porzioni di terre sotto il controllo della Corona: tutti i territori nordamericani ad est del Mississippi compresa l'ex provincia francese del Québec.

## Il proclama
Il proclama stabiliva nuove regole per la gestione delle ex colonie francesi cedute alla Gran Bretagna e stabiliva la creazione di quattro aree: Québec, Florida occidentale, Florida orientale e Grenada.
Uno dei problemi principali del governo britannico era infatti quello di controllare l'attività degli speculatori all'interno delle colonie. Inoltre molti nativi americani – soprattutto nella Regione dei Grandi Laghi – avevano stabilito buone relazioni con la Francia e non accettarono di buon grado il controllo britannico.
Il proclama creò una linea di confine tra le colonie britanniche e i territori degli indiani d'America (la cosiddetta "Indian Reserve") ad ovest degli Appalachi. Non si trattava ovviamente di un confine permanente ma piuttosto di un modo per consentire che ulteriori future espansioni verso ovest avvenissero in modo ordinato e legale. In particolare venne proibito l'acquisto diretto di terre dai nativi americani (che aveva in precedenza causato problemi e malintesi) e i funzionari coloniali non potevano dare in concessione le terre senza il permesso della Corona.
Molti coloni britannici contestarono il proclama in quanto al di là della linea di confine vi erano numerosi insediamenti e alcune terre che, pur non essendo state colonizzate, erano oggetto di rivendicazioni. Il governo britannico dovette quindi negoziare con i nativi americani una serie di trattati (il trattato di Fort Stanwix e il trattato di Hard Labour del 1768 e il trattato di Lochaber del 1770) che in pratica ampliavano l'area di insediamento dei coloni britannici agli attuali stati del Kentucky e della Virginia Occidentale.